# Madonna w grocie
Madonna w grocie (również Madonna wśród skał, wł. La Vergine delle Rocce) – obraz Leonarda da Vinci, zamówiony przez Bractwo Niepokalanego Poczęcia Najświętszej Marii Panny przy kościele San Francesco Grande w Mediolanie. Zachowały się dwie wersje obrazu. Pierwszy znajduje się w Luwrze, drugi w National Gallery w Londynie.

## Opis

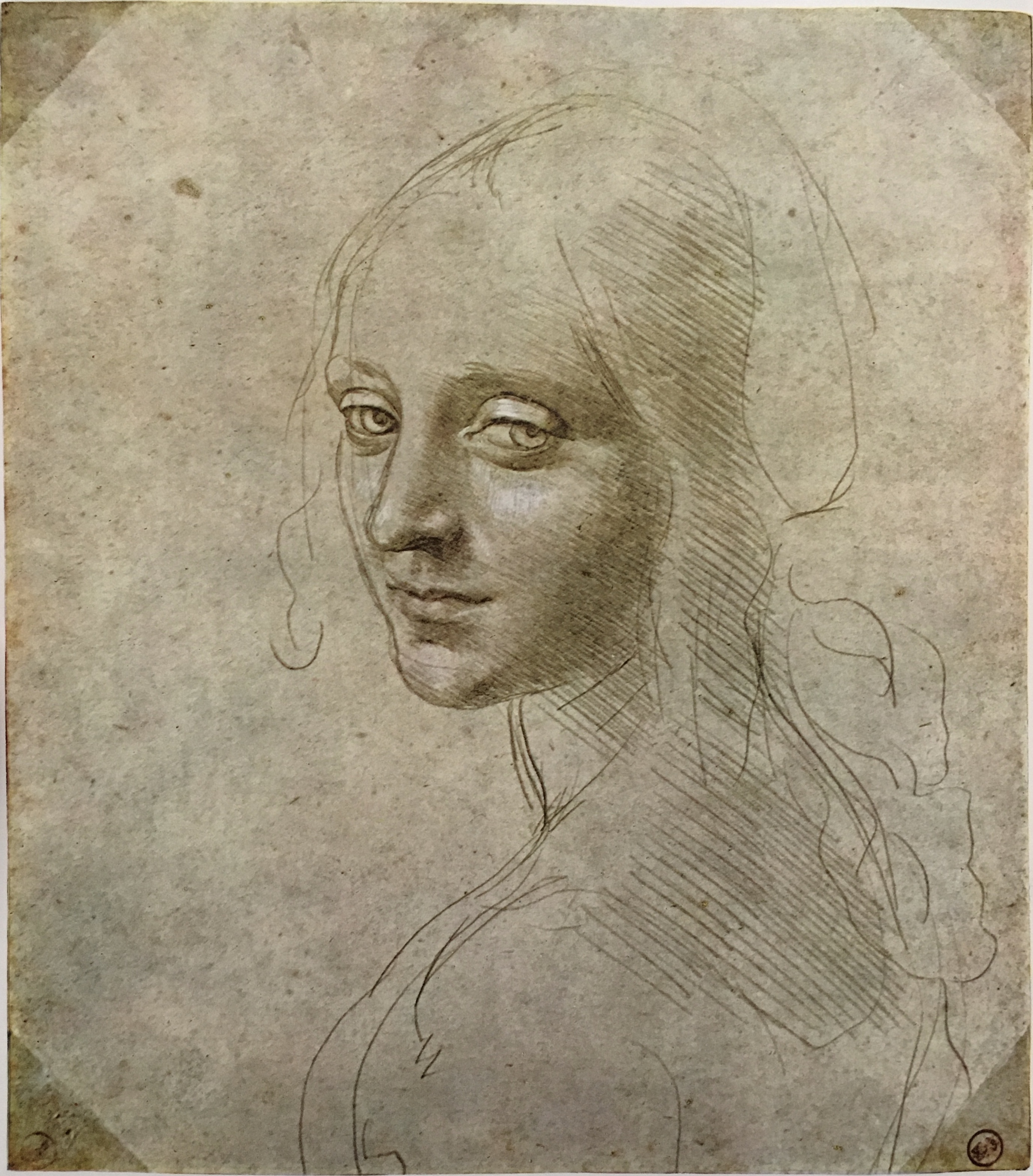
Głowa młodej kobiety

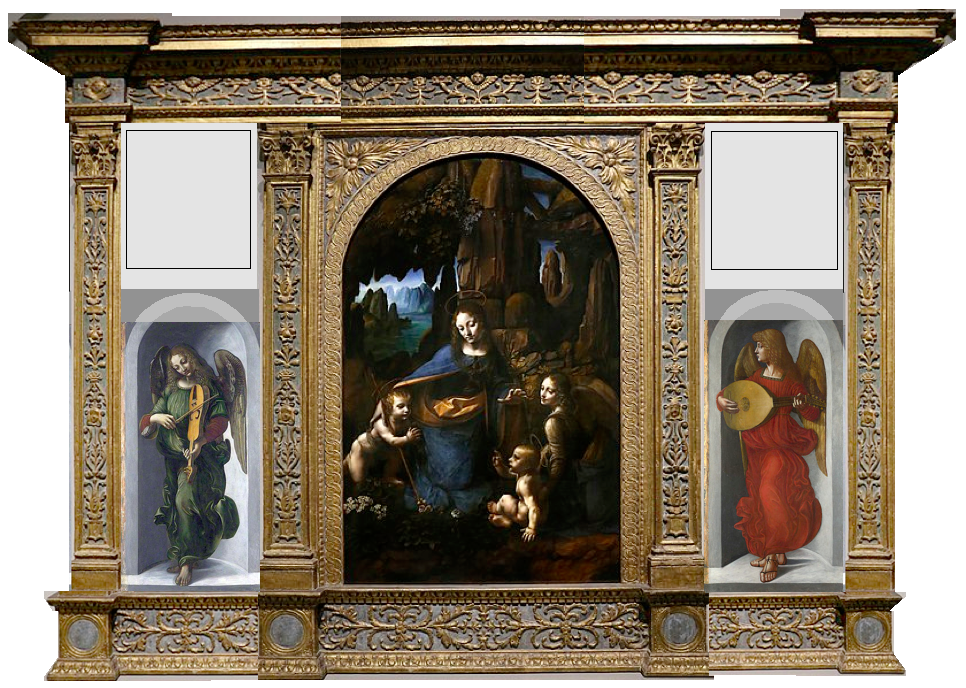
Rekonstrukcja ołtarza

Oba obrazy przedstawiają siedzącą bądź klęczącą Dziewicę Maryję siedzącą przed grotą (lub w jej wnętrzu) na pustyni. Znajduje się prawie w centrum kompozycji. Maryja ma na sobie ciemnobłękitną szatę. Perły, kryształ spinający szatę oraz woda symbolizują czystość Maryi. Maryja otacza opieką Jezusa i św. Jana Chrzciciela. Św. Jan klęczy na trawie i kwiatach, składa tłuste rączki ku Dziecięciu. W wersji paryskiej św. Jan jest głównym bohaterem obrazu. Towarzyszy im anioł z kręconymi włosami, najprawdopodobniej Ariel lub Gabriel. Anioł siedzi z boku, opiekuje się św. Janem. Lewą ręką podtrzymuje Jezusa, prawą dłonią wskazuje na dziecko, które składa ręce do modlitwy. Twarz anioła ma kobiece rysy twarzy. Z tego względu niektórzy historycy sztuki opisywali tę postać rodzajem żeńskim. Anioł jest podobny do twarzy widocznej na rysunku Głowa młodej kobiety. Jezus również jest zwrócony ku św. Janowi, błogosławi go uniesioną ręką. Jego ciało jest wiotkie, maleńka noga wyraża bezradność. Czoło ma wypukłe, jego włosy mają kolor rudawozłoty.
Skalisty, kamienisty grunt urywa się na pierwszym planie. Skały są poszarpane. Pomiędzy nimi prześwituje woda. W tle znajduje się pejzaż górski. Jest on spowity mgłą i światłem. Malując Madonnę w grocie Leonardo wykorzystał swoją wiedzę na temat geologii i botaniki. Namalowane skały to w większości zwietrzałe piaskowce. W prawym górnym rogu znajdują się diabazy. Rośliny rosną wyłącznie tam, gdzie mogłyby wyrosnąć w naturze. Wszystkie namalowane rośliny mogłyby w rzeczywistości wyrosnąć na wilgotnych skalnych grotach o tej samej porze roku. Mieszcząca się pod uniesioną ręką Jezusa biała róża (symbol czystości) nie może wyrosnąć w skalnych grotach. Leonardo zastąpił ją pierwiosnkiem bezłodygowym (Primula vulgaris). Nad lewą dłonią Maryi znajduje się przytulia właściwa (Galium verum), kojarzona ze stajenką betlejemską i żłobem. Leonardo nie zawsze wiernie odwzorował naturę. Znajdujący się w lewym dolnym rogu kosaciec żółty (Iris pseudacorus) ma lekko skręcone wzdłuż własnej osi liście, podczas gdy w rzeczywistości są one proste. Przy św. Janie rośnie akant (Acanthus mollis), symbol zmartwychwstania.
W drugiej wersji obrazu głównym bohaterem obrazu stała się Maryja, sam obraz ma poważniejszy nastrój. Leonardo dodał św. Janowi aureolę i kij przypominający krzyż. W wersji paryskiej anioł wskazuje na św. Jana, w wersji londyńskiej anioł nie wskazuje na żadną z postaci. W replice anioł nie spogląda już na widza, jego senny wzrok jest skierowany w inną stronę. W wersji paryskiej kompozycję zamyka szeroki pas błękitnego nieba, w londyńskiej widać znacznie mniejsze fragmenty nieba. W replice Leonardo wykorzystał nowo-nabytą wiedzę o świetle i optyce, by lepiej przedstawić oświetlenie na obrazie. W efekcie Leonardowi udało się wywołać wrażenie trójwymiarowości ciał oraz przedmiotów. Szata roślinna została namalowana mniej skrupulatnie.
Wszystkie postacie są ze sobą powiązane układem gestów i spojrzeń. Kompozycja ma formę trójkąta równobocznego.
Pierwsza wersja ma wymiary 199 × 122 cm. Druga wersja obrazu ma wymiary 195,5 × 120 cm. Oba obrazy namalowano na desce.

## Historia
Zlecenie na wykonanie obrazu otrzymali w 1483 roku Leonardo da Vinci oraz bracia Ambrogio i Evangelista de Predis. Kontrakt zawarty dnia 25 kwietnia 1483 roku drobiazgowo wymieniał wskazówki dla artystów dotyczących obrazów i złocenia. Leonardo miał namalować środkową cześć, boczne przypadły braciom de Predis. Środkowy większy obraz miał mieć wymiary 199 × 122 cm. Wymiary podano dokładnie, by malowidła pasowały do przygotowanej przez Giacoma del Maino drewnianej ramy. Umowa zakładała m.in., że Maryja będzie miała na sobie szkarłatną suknię przyozdobioną złotym brokatem, głowę Maryi miała wieńczyć aureola, a Jezus miał być otoczony aniołami i dwoma prorokami. W umowie Leonardo jako jedyny jest nazywany tytułem maestro. Obraz miał być w całości namalowany farbami olejnymi. Leonardo zignorował warunki umowy. Na bocznych skrzydłach miało znaleźć się czterech aniołów, grających na instrumentach lub śpiewających. Wbrew zamówieniu aniołowie muzykują solo.
Zdaniem historyka sztuki Kennetha Clarka Leonardo rozpoczął pracę nad obrazem we Florencji. Pierwotnie obraz miał być ukończony 8 grudnia 1483 roku, w święto Niepokalanego Poczęcia Najświętszej Maryi Panny.
Obraz ukończono w 1485 lub w 1486 roku. Za ukończenie prac artyści otrzymali osiemset lirów. Po ukończeniu ołtarzu Leonardo i bracia de Predis wdarli się w spór prawny z zakonnikami. Źródłem konfliktu było zbyt niskie honorarium. Około 1492 roku Leonardo da Vinci i bracia de Predis poprosili Ludwika Sforzę o pomoc w uzyskaniu zapłaty od Bractwa. W suplice obraz został zatytułowany La Nostra Donna facta da dicto Fiorentini (pol. Madonna wykonana przez rzeczonego florentczyka). Malarze domagali się podniesienia honorarium do tysiąca dwustu lir, gdyż otrzymane osiemset lir wystarczyło wyłącznie na pokrycie kosztów ramy. W odpowiedzi Bractwo chciało zapłacić autorom obrazu 100 lir. Według amerykańskiego biografisty Waltera Isaacsona powodem konfliktu mogło być przedstawienie św. Jana, przedstawianego jako najważniejszą postać na obrazie.
W wyniku konfliktu pierwszy obraz został sprzedany. Nabywcą obrazu mógł być Ludwik Sforza, który podarował obraz Maksymilianowi I Habsurgowi. Według innej hipotezy obraz kupił Ludwik XII. Brytyjski historyk sztuki Charles Nicholl sugeruje, że Ludwik mógł kupić obraz od Bractwa. Nicholl sugeruje również, że obraz faktycznie mógł trafić do Maksymiliana I, czego dowodem może być obecność Ambrogia de Pris na dworze cesarskim w Innsbrucku, oraz że obraz trafił do Francji po 1528 roku, gdy Eleonora Austriacka wyszła za Franciszka I Walezjusza. Pierwszy obraz nigdy nie trafił do kościoła.
Prawdopodobnie w wyniku konfliktu w latach 1493–1495 i 1503–1508 (lub 1506–1508) powstała druga wersja obrazu, która ozdobiła kaplicę kościoła San Francesco Grande. Druga wersja została prawdopodobnie wspólnie namalowana przez Leonarda i braci de Predis. Według innej hipotezy w pracach nad drugim obrazem mogli uczestniczyć także inni uczniowie Leonarda. Zdaniem Isaacsona dowodem na to, że Leonardo dopuścił do pracy innych artystów są niedokładnie namalowane rośliny. W 1506 roku Leonardo spierał się z Bractwem o ostatnią ratę honorarium. Obraz znajdował się tam przez cały XVI wiek.
Motyw spotkania małego Jezusa ze św. Janem rzadko pojawia się w sztuce. Historia ta jest znana wyłącznie z ewangelii apokryficznych oraz średniowiecznych opowieści religijnych. Do spotkania miało dojść przypadkowo w Egipcie. Prawdopodobnie Leonardo wykorzystał motyw z apokryfów podczas malowania obrazu.
Kontrakt z 1483 roku został odnaleziony na przełomie XIX i XX wieku.
Pierwsza wersja obrazu znajduje się w Luwrze. Drugi obraz był w Mediolanie do XVIII wieku, tam został kupiony przez brytyjskiego artystę Gavina Hamiltona. W 1880 roku obraz kupiła National Gallery w Londynie. W 2009 roku technicy z Luwru przeprowadzili badania pierwszej wersji Madonny za pomocą podczerwieni. Odkryto podrysowania wykonane przez Leonarda podczas planowania kompozycji. Według analizy Leonardo pierwotnie nie planował namalowania gestu anioła, wskazującego na św. Jana. Palec mógł zostać dodany w wyniku rozmów ze zleceniodawcą, na etapie opracowania malarskiego. W tym samym roku przeprowadzono badania wersji londyńskiej. Odkryto, że Leonardo wykonał dwa różne podrysowania. Pierwotnie Maryja miała klęczeć w adoracyjnej pozie i trzymać dłoń przy piersi. W latach 2008–2010 prowadzono renowację londyńskiej Madonny. Kierownikiem prac był Larry Keith. W 2010 roku ogłoszono, że Leonardo da Vinci jest głównym autorem drugiej wersji Madonny w grocie.